# Nomia viridicincta
Nomia viridicincta är en biart som beskrevs av Meade-waldo 1916. Nomia viridicincta ingår i släktet Nomia och familjen vägbin. Inga underarter finns listade i Catalogue of Life.